# Эльсфлет
Эльсфлет (нем. Elsfleth) — город в Германии, в земле Нижняя Саксония.
Входит в состав района Везермарш. Население составляет 9207 человек (на 31 декабря 2010 года). Занимает площадь 115,15 км². Официальный код — 03 4 61 004.
| Год  | Население |
| ---- | --------- |
| 1990 | 8266      |
| 1995 | 8679      |
| 2000 | 9004      |
| 2005 | 9309      |
| 2010 | 9155      |

## Фотографии

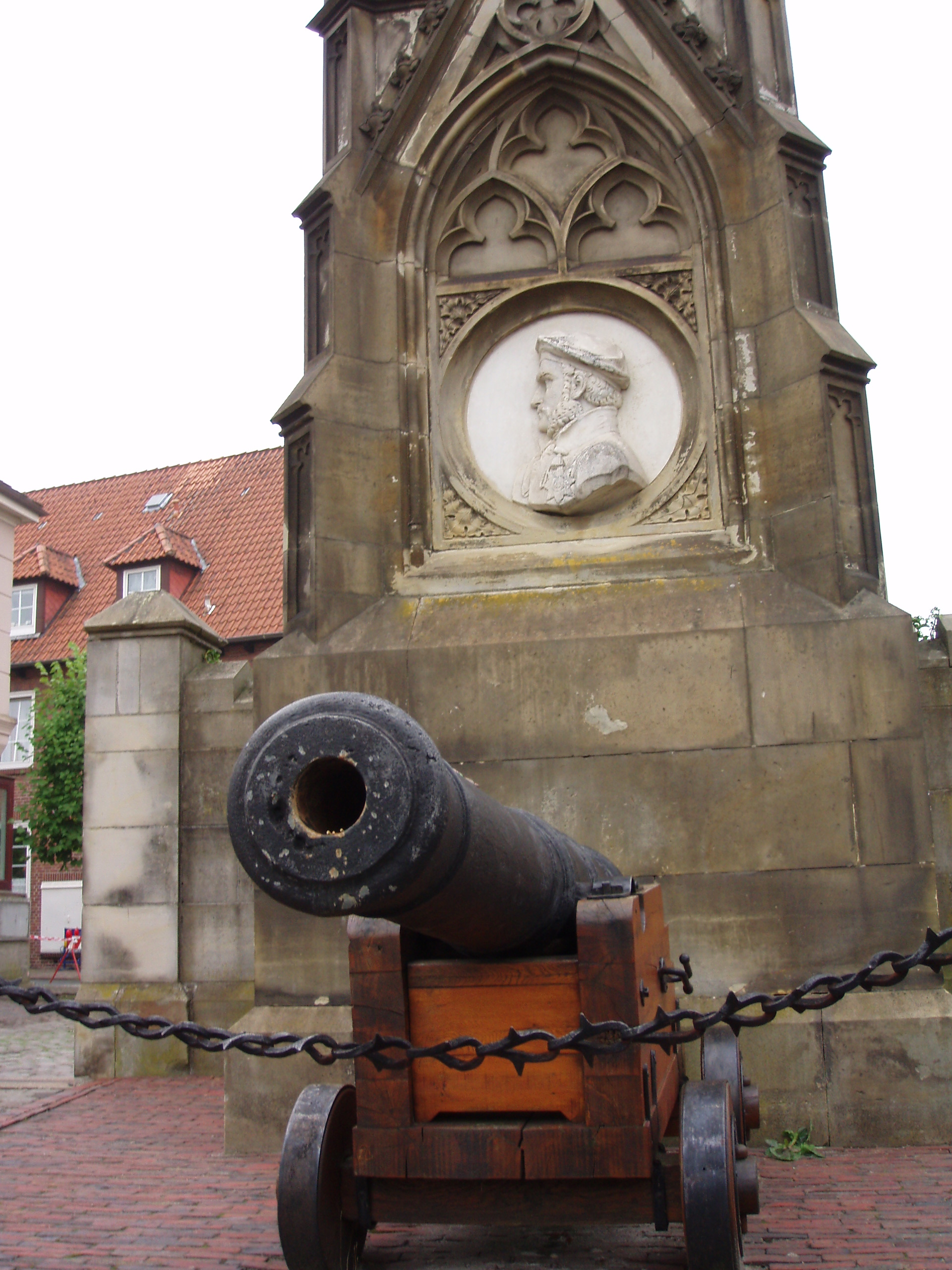
Памятник
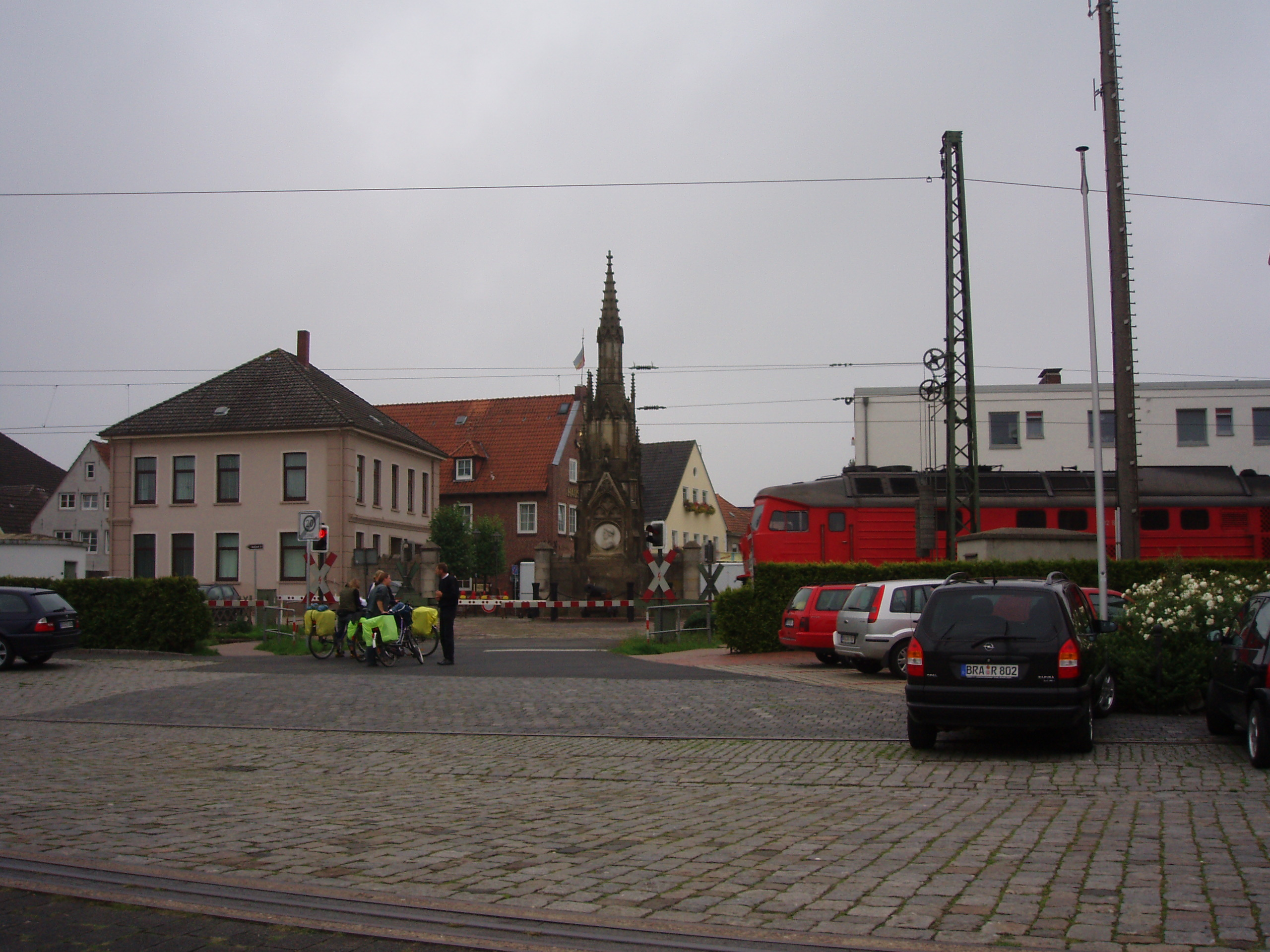
Памятник
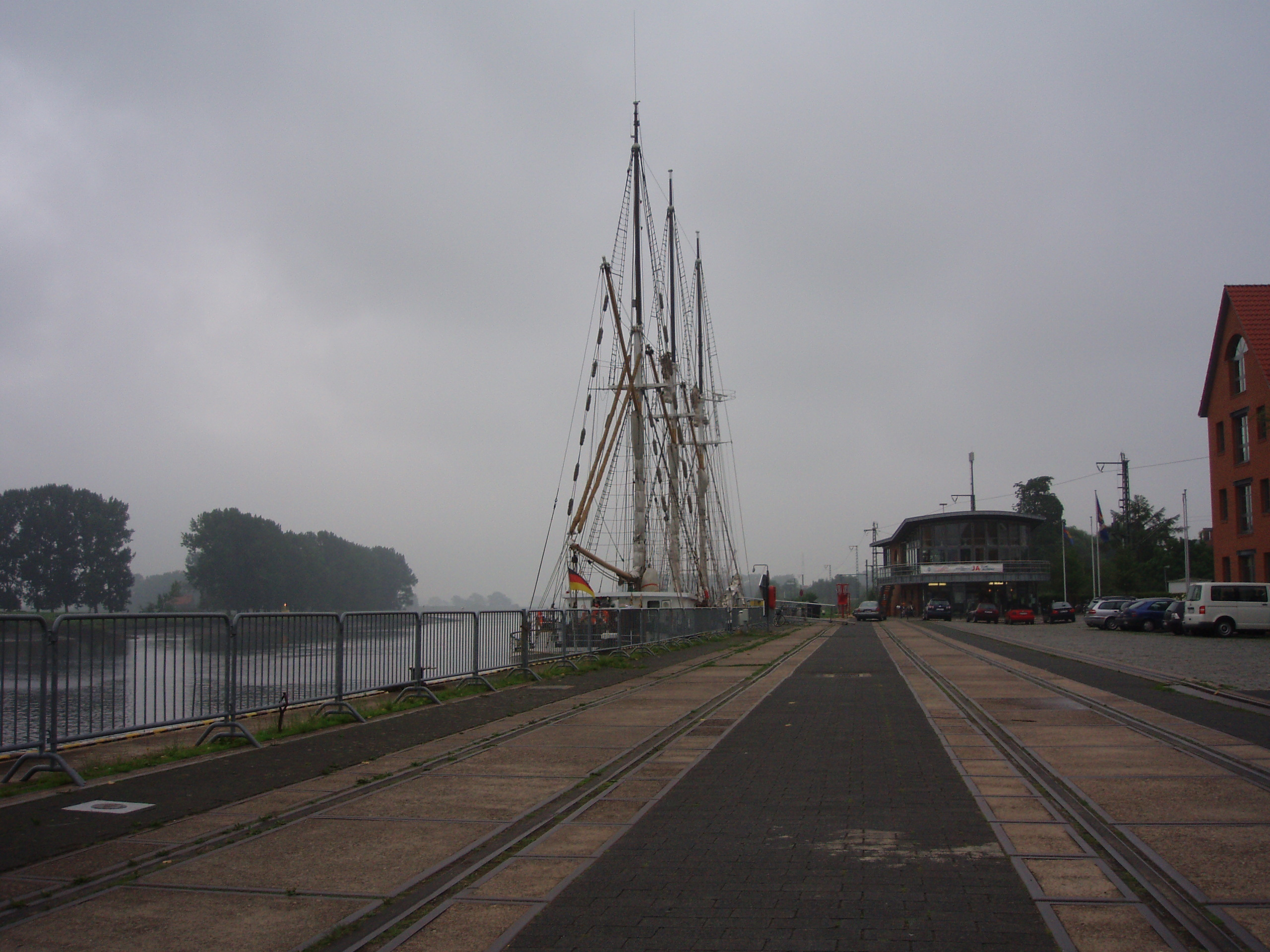